# Another Earthquake
Another Earthquake pubblicato il 1º gennaio del 2002, è il quarto e finora ultimo vero e proprio album di Aaron Carter e ha come caratteristica principale il cambiamento di voce del cantante, simbolo della sua maturazione. È da molti critici musicali considerato il miglior album di Aaron Carter.

## Il disco
Prodotto dalla Jive Records, Another Earthquake fu realizzato con notevole difficoltà a causa del cambiamento della voce di Aaron Carter, che rese l'album "poco omogeneo" e imperfetto sotto molti punti di vista.
Tuttavia questo rimane ancora per molti critici il miglior album dell'artista, nonostante le sue vendite furono, per una popstar internazionale come Aaron Carter, abbastanza deludenti rispetto a quelle ottenute in precedenza con il successo di Aaron's Party (Come Get It), album tra l'altro senza dubbio di livello molto inferiore a quello che poteva essere considerato Another Earthquake.
Solo il singolo "Another Earthquake" entrò nella Top 40 dei singoli statunitensi, il motivo di questo fu probabilmente la quasi totale mancanza di pubblicità da parte dei discografici che fece sì che molti scoprirono il CD solo una volta uscito dalle classifiche.
Fu dunque un ottimo album che non ottenne il meritato successo e può essere considerato uno dei tesori nascosti e trascurati della musica pop dei nostri tempi.

## Tracce
1. Another Earthquake
2. To All The Girls
3. Summertime (ft. Baha Man)
4. My First Ride
5. Do You Remember
6. 2 Good 2 B True
7. When It Comes To You
8. America AO
9. Without You (There's Be No Me)
10. Keep Believing

Su alcune versioni (dipende dal paese e dal periodo di pubblicazione) sono aggiunte in vario ordine anche:
- Sugar
- Outta Town
- You Get To My Heart